# NGC 5490B
NGC 5490B (другие обозначения — MCG 3-36-67, ZWG 103.97, KUG 1407+177, PGC 50572) — спиральная галактика (Sc) в созвездии Волопас.
Этот объект не входит в число перечисленных в оригинальной редакции «Нового общего каталога» и был добавлен позднее.